# José Antonio Roca
José Antonio Roca (24 de maig de 1928 - 4 de maig de 2007) fou un futbolista mexicà.

## Selecció de Mèxic
Va formar part de l'equip mexicà a la Copa del Món de 1950.